# Locomotora a vapor M.1
La Locomotora de vapor M.1 formó parte de un parque de 25 unidades adquiridas originalmente por el Ferrocarril Buenos Aires a Rosario. Las primeras diez fueron entregadas entre los años 1885/86, con numeración del 19-28 y la segunda entrega fue en el año 1888, con numeración del 35-49. Fueron diseñados y construidos por la empresa inglesa Beyer Peacock & Company Limited. El diseño de estas locomotoras estuvo al mando del ingeniero Hermann Lange, que fue jefe de dibujantes, luego Ingeniero principal y coadministrador de la empresa, sucediendo en el cargo a Beyer. 

## Historia
Los dispositivos desarrollados por el Ing. Lange fueron la válvula de arranque estudiada en coordinación con Worsdell y Van Borries aplicadas en muchas locomotoras suministrada en América del Sur. Su distribución del vapor era controlada por el mecanismo Stephenson interno, los dos cilindtros eran de posición horizontal teniendo un diámetro de 444 mm y 609 mm de carrera, la cruceta del émbolo corría entre guías paralelas y este conjunto estaba recubierto por un largo escudo guardapolvo que apenas dejaba ver parte de la llanta del primer par de ruedas motrices. Si bien esta protección brindaba ciertos resguardo a las piezas móviles más sensibles, contra el polvo y la arena, fue considerada un obstáculo para el control y lubricación, por lo que los reomovieron a poco tiempo de entrar en servicio. Los areneros se ubicaban en la parte de arriba de los cilindros del motor a vapor que suminstraba arena a los rieles, delante del primer eje motriz en caso de patinaje.

### Información técnica
Tenía una caldera con un diámetro superior al metro con veinte centímetros, con un hogar de acero sobre el que iban montadas las válvulas de seguridad, timbradas a 150 libras de presión, equivalente a 10,55 kg/cm². La válvula del regulador estaba ubicada en un alto Domo sobre el anillo central de la caldera y la chimenea, con elegante pestaña, era del formato cilíndrico tradicional y en eso difería de las locomotoras de pasajeros contemporáneas del mismo F.C.B.A y R., a las que el fabricante colocó sus inconfundibles escapes cónicos y capitel de Cobre; un enorme farol con reflector de cristal iba apoyado en el borde superior de la caja de humos y se elevaba casi a la altura de la chimenea.
En el otro extremo, la cabina, abierta en ambos flancos, tenía corto techo del que sobresalía el silbato y carecía del "balcón" ornamental que adornaba a las 4-4-0 de pasajeros.
El tender, de bastidor rígido (sin boguies) era un poco más ancho que el aplicado a las 4-4-0 y rodaba sobre 6 ruedas con rayos, cargando 5 toneladas de carbón y un tanque de capacidad de 11.366 litros de agua; el peso en condición de servicio era algo superior a las 30 Toneladas, pero esto también sufrió modificaciones. 
Los cambios experimentados por estas pioneras 2-6-0 en el F.C.B.A y R., comenzaron tempranamente. En 1889 tres de ellas fueron vendidas al F.C. Sud de Buenos Aires, lo que redujo las serie a 22 máquinas, derivando en un desplazamiento de la numeración correlativa. Tras una renumeración temporaria en el F.C.B.A y R., tuvo lugar otra entre 1892/93 designándose a estas máquinas como serie VII en la que revistaron hasta después de la fusión de la empresa con el Ferrocarril Central Argentino (F.C.C.A.). A partir de 1903, pasaron a ser identificadas como clase M.1 con numeración 401-422.
Pocos años después se produjeron las radiaciones de las dos únicas M.1 que no lograron incorporarse al F.C.N.G.B.M. cuando se produzco la estatización en 1948. Se trata de las 408 y la 413. En el primero de los casos, varias listas recopiladas por investigadores, la citan como dada de baja en 1915, pero la causa (presumiblemente accidental) no ha sido hasta ahora develada. Pero sí se sabe cuál fue el destino final de la N.º 413, cuando en 1910 fue protagonista de una explosión de su caldera.